# Maeda (Klan)

Wappen der Maeda

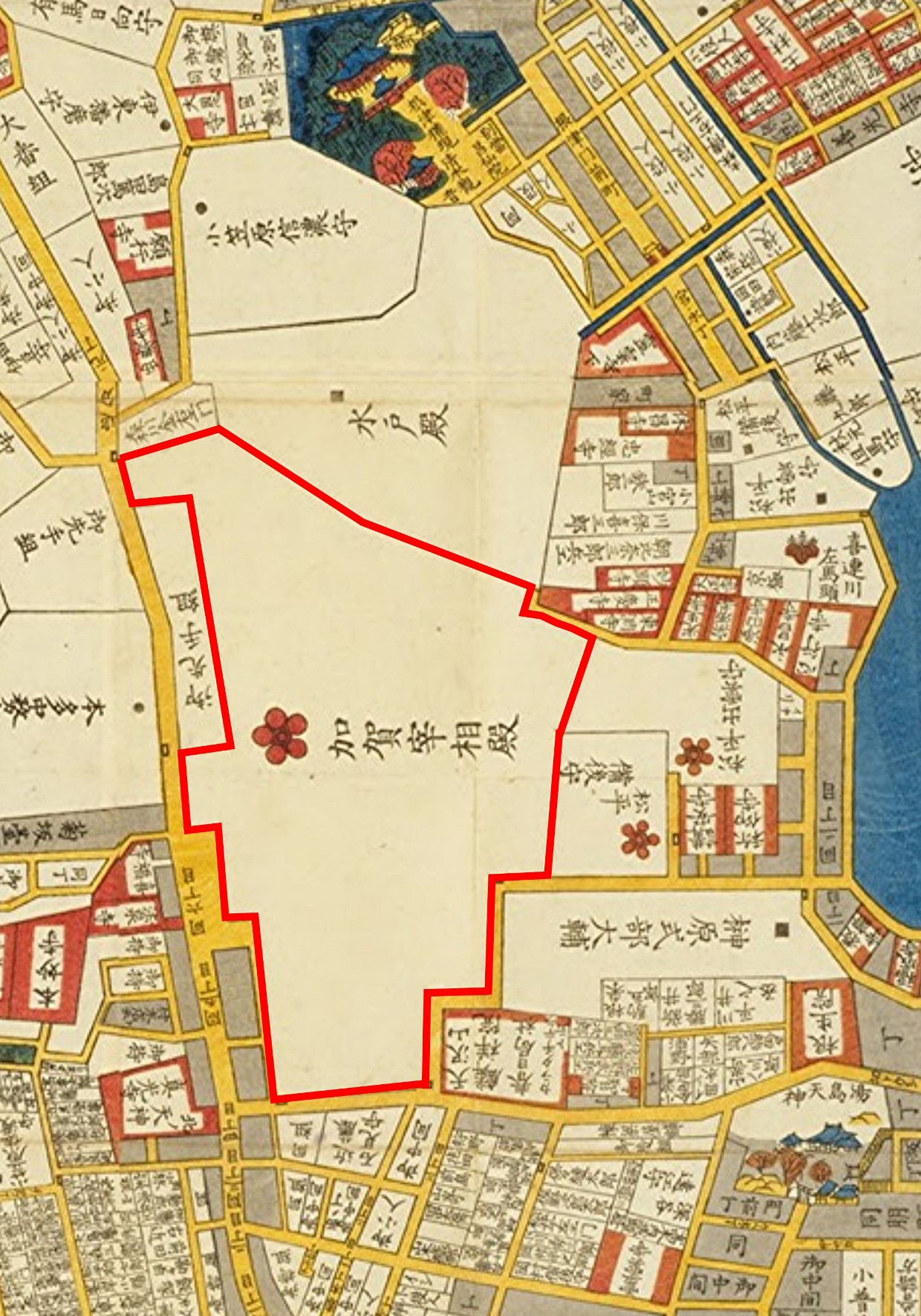
Maeda-Residenz in Edo

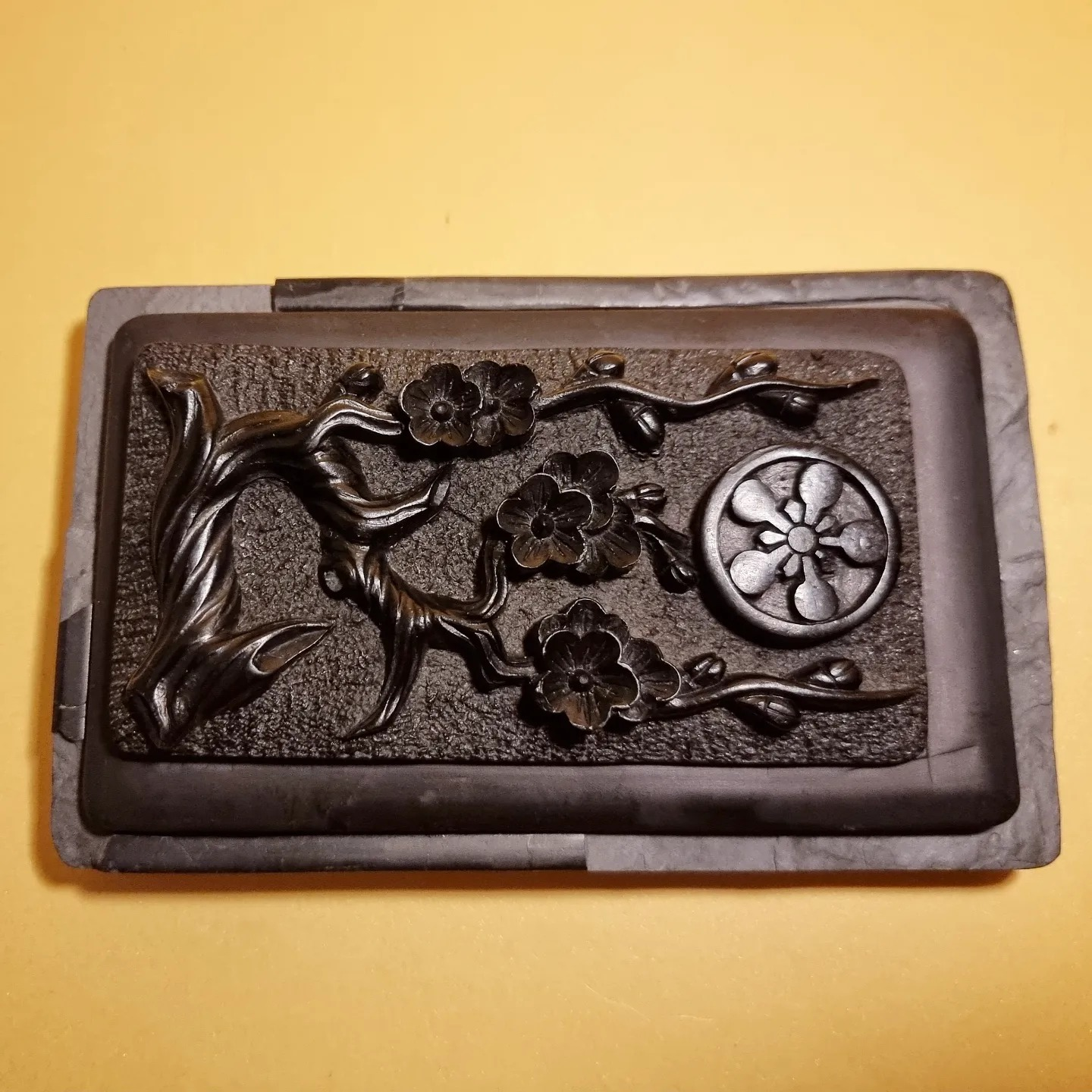
Japanischer Reibestein (Tintenstein) mit dem Familienwappen (Mon) der Familie MAEDA.

Die Maeda (japanisch 前田氏, Maeda-shi)  waren eine Familie des japanischen Schwertadels (Buke) aus der Provinz Owari, die sich von Sugawara no Michizane ableitete. Mit einem Einkommen von über 1.000.000 Koku waren die in Kanazawa (Präfektur Ishikawa) residierenden Maeda mit ihren Zweigfamilien die reichsten (Tozama-)Daimyō der Edo-Zeit.

## Genealogie

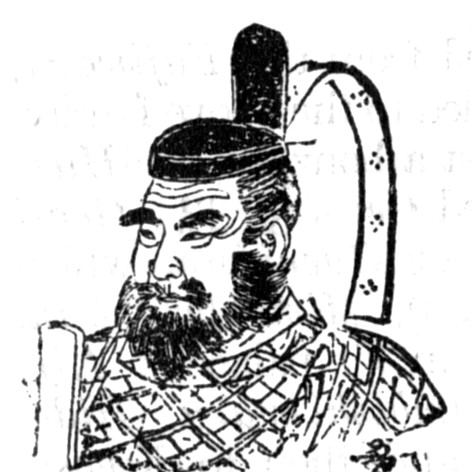
Maeda Toshiie

### Hauptzweig
- Toshiie (利家, 1538–1599) war einer der führenden Generäle unter Oda Nobunaga, der ihm die Burg Arako (Owari) überließ.  Nach der Auslöschung der Asakura im Jahr 1573 ließ er sich mit einem Einkommen von 33.000 Koku in Fuchū (Echizen) nieder, bekam 1581 die Provinz Noto und 1583 die Provinz  Kaga dazu.  Unter dem  Kommando von Toyotomi Hideyoshi kämpfte er 1590 zusammen mit Uesugi Kagekatsu gegen den Hōjō-Klan mit dem Auftrag, die Burgen in Kōzuke und Musashi zu erobern. Zur Zeit des Korea-Feldzuges begleitete er Hideyoshi nach Nagoya (Hizen) und übernahm die militärische Leitung, wenn dieser sich nach Fushimi begab. Er war neben Tokugawa Ieyasu, Mōri Terumoto, Uesugi Kagekatsu und Ukita Hideie einer der fünf Tairō, die als „Rat der Fünf Regenten“ von Hideyoshi ernannt worden waren, um die Nachfolge seines minderjährigen Sohnes zu gewährleisten. Toshiie war gegen Ieyasu eingestellt, starb aber vor der Schlacht von Sekigahara. Toshiie wird oft Kaga-Dainagon genannt.
- Toshinaga  (利長, 1562–1614), Toshiies ältester Sohn, versuchte, wie sein Vater, einen Bürgerkrieg zu verhindern, was ihm aber nicht gelang. Da er keine Nachkommen hatte, adoptierte er seinen jüngsten Bruder, Toshitsune, der eine Tochter Tokugawa Hidetada heiratete. Er selbst heiratete eine Tochter Ieyasus. Im Jahr 1600 nahm er an den Kämpfen gegen Kagakatsu teil, und nach der Schlacht von Sekigahara erhielt er Noto mit 215.000 Koku, das seinem Bruder Toshimasa (利政, 1578–1633) gehört hatte. So wurde er zum reichsten Daimyo der Tokugawa-Zeit mit einem Einkommen von 1.250.000 Koku. Toshinaga erbaute die Burg Kanazawa und lebte dort. Im Jahr 1615 versuchte Toyotomi Hideyori vergeblich, ihn auf seine Seite zu ziehen.
- Toshitsune (利常, 1593–1658), ein Bruder Toshinagas, folgte als Fürst. Er nahm 1615 an der Belagerung von Ōsaka teil und besiegte die Armee von Ōno Harafusa. 1639 überließ er die Domäne seinem Sohn Mitsutaka (光高, 1616–1646) und zog sich nach Komatsu zurück, wo er sich eine Burg erbauen ließ. Er wird daher auch Komatsu-Chūnagon genannt.

- Tsunanori (綱紀, 1643–1724) war der fünfte Herr der Kaga-Domäne (Kanazawa). Er modernisierte die Verwaltung.

Seine Nachkommen residierten bis 1868 in Kanazawa mit 1.027.000 Koku und mit dem Ehrentitel Saishō-dono. Letzter Daimyo war
- Yoshiyasu  (慶寧, 1830–1874). Nach 1868 erhielt diese Familie Fürsten-Rang.

### 1. Nebenzweig
Ein Sohn Toshitsunes und dessen Nachkommen residierten von 1639 bis 1868 in Daishōji (大聖寺) mit 100.000 Koku. Nach 1868 Vizegraf.

### 2. Nebenzweig
Ein weiterer Sohn Toshitsunes und dessen Nachkommen residierten von 1639 bis 1868 in Toyama (富山, Etchū) mit 100.000 Koku. Nach 1868 Graf.

### 3. Nebenzweig
Toshitaka, ein Sohn Toshiies, zeichnete sich bei der Belagerung von Ōsaka aus und wurde Daimyo mit einem Einkommen von 10.000 Koku. Er und seine Nachkommen residierten von 1616 bis 1868 in einem Festes Haus (jinya) in Nanokaichi (七日市, Kōzuke). Nach 1868 Vizegraf.

## Allgemeines
Von Ieyasu angefangen blieb das Verhältnis der Tokugawa zu den reichen Maeda ambivalent: einerseits wurden die Maeda als Tozama-Daimyō eingestuft und konnten daher nie ein Amt im Bakufu bekleiden. Andererseits gab es gelegentlich Heiratsverbindungen. In Edo/Tokio errichteten die Maeda eine ausgedehnte Residenz in Hongō, deren Gelände nach der Meiji-Restauration zum Campus für die Universität Tokio wurde. Das Symbol des Campus, das „Rote Tor“ („Akamon“), wurde 1827 von den Maeda errichtet, um die Braut, eine Tochter Tokugawa Ienaris, willkommen zu heißen.

## Residenzstadt der Maeda
Kanazawa ist noch heute eine touristische Sehenswürdigkeit, da sie von den Bombardierungen im Zweiten Weltkrieg verschont blieb. In Kanazawa gibt es ein erhaltenes historisches Stadtgebiet, die Burg Kanazawa und den Garten Kenrokuen (einer der Drei berühmten Gärten Japans). Der Oyama-Schrein zu Ehren des Maeda Toshiie kann auch da besichtigt werden.